# فرانکو وونا
فرانکو وونا (ایتالیایی: Franco Vona؛ زادهٔ ۲۰ اوت ۱۹۶۴) دوچرخه‌سوار اهل ایتالیا است. وی در مسابقات تور دو فرانس و جیرو دیتالیا شرکت کرده است.